# ゼクス (不動産会社)
株式会社ゼクス（ZECS co.,ltd.）は、日本の不動産会社。

## 事業内容
- 住宅事業
- 不動産コンサルティング事業
- 医療事業
- 環境ソリューション事業

## 沿革
- 1996年6月 - 会社設立。
- 2001年 - 宅地建物取引業免許取得。
- 2003年4月22日 - 株式を店頭登録。
- 2004年12月13日 - 店頭登録制度廃止に伴いジャスダック上場。
- 2006年11月1日 - 東京証券取引所一部上場。
- 2010年6月15日 - 東証一部上場廃止[1]。2010年5月期第3四半期報告書を期日まで提出できなかったのが理由となっている[2]。